# 훈난구

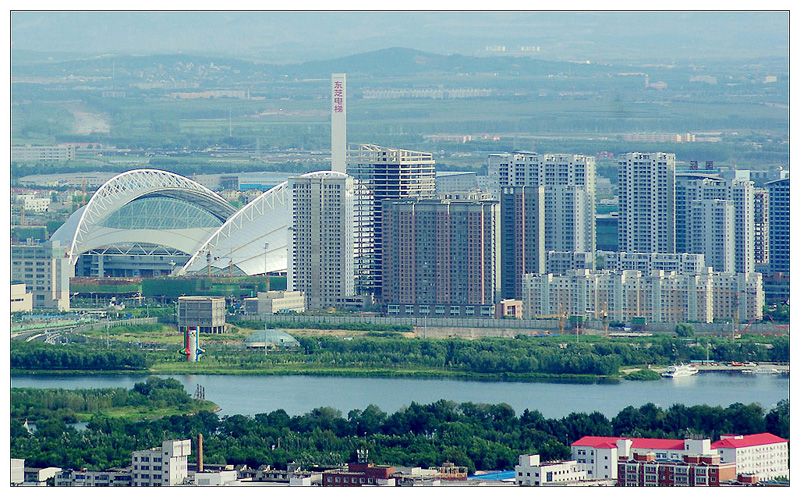

훈난구(한국어: 혼남구, 중국어: 浑南区, 병음: Húnnán qū)는 중화인민공화국 랴오닝성 선양시의 행정 구역이다. 넓이는 896km2이고, 인구는 2007년 기준으로 450,000명이다. 옛 이름은 둥링 구(한국어: 동릉구, 중국어: 东陵区, 병음: dōnglíng qū)이다. 둥링이라는 이름은 동쪽의 무덤을 뜻하는 것으로 구체적으로 청나라 초대 황제였던 누르하치와 그의 왕후 무덤이 이곳에 있기 때문에 붙여진 이름이다. 훈난은 선양의 교외 지역으로 고급 주택 단지가 들어서는 등 빠르게 성장하고 있다.

## 행정 구역
12개 가도, 6개 진, 1개 향, 1개 민족향을 관할한다.
- 가도: 南塔街道, 泉园街道, 马关桥街道, 丰乐街道, 辉山街道, 东陵街道, 英达街道, 前进街道, 东湖街道, 五三街道, 浑河站东街道, 浑河站西街道.
- 진: 桃仙镇, 高坎镇, 祝家屯镇, 深井子镇, 李相镇, 白塔镇.
- 향: 王滨沟乡.
- 민족향: 满堂满族乡.